# Slhoka
Slhoka est une série de bande dessinée de science-fiction française créée par le scénariste Godderidge, le dessinateur Adrien Floch (auquel a succédé Ceyles) et la coloriste Lyse (à laquelle ont succédé  Florence Torta puis Cyril Vincent). Elle est publiée depuis 2001 par Soleil.

## Synopsis
L’avion de l’armée Okrane, piloté par Ar’n et de son copilote Slhoka, est en perdition au-dessus d’un océan du monde de Link Archoïde. La planète est en guerre depuis sept ans. Les peuples d’Okrane et de la Zeïde s’opposent pour la domination de la planète. 
L’avion s’écrase sur une île inconnue. Les deux pilotes sont recueillis, soignés par le peuple des dorés. Slhoka est guéri grâce à la belle Leidjill. La vie s’écoule tranquillement dans cette île paradisiaque loin de la guerre. Slhoka vit une idylle avec Leidjill qui l’initie à certains aspects de la religion de sa tribu. Mais des aéronefs de l’armée Okrane survolent l’île et soudainement ouvrent le feu sur tout ce qui bouge. Leidjill au péril de sa vie suivi par Slhoka se précipite vers les arches du rêve. Le monde de Slhoka bascule.

## Les personnages
- Slhoka Gunja : pilote de 1re classe dans l’armée Okrane, le seul vrai ami de Ar’n
- Arunja Bharnia dit Ar’n : pilote première classe dans l’armée Okrane.
- Leidjill : indigène des Îles Lemprices du peuple des dorés. Elle devient le Kili de Slhoka en le soignant.
- Bwa : chasseur du peuple des dorés.
- Wanta : chaman des dorés, messager des dieux.
- Shani : l’esprit vengeur

Peuple okrane :
- Koroner Krall : militaire de l’armée okrane.
- Svendaï Urvicham  (dite Fesses en feu) : espionne infiltrée comme médecin scientifique dans les laboratoires de l’Okrane.
- Maître Pourpre : leader du peuple okrane.

Peuple de la Zeïde 
- Frère Poltik
- Frère Léko
- Frère Krieg

Les trois forment le triumvirat qui gouverne le peuple de la Zeïde.

## Albums
Adrien Floch a dessiné les trois premiers tomes, Ceyles les autres. Lyse a mis en couleurs les trois premiers tomes, Florence Torta les trois suivants et Cyril Vincent les autres.
- Slhoka, Soleil :

1. L’Île oubliée, septembre 2001  (ISBN 2-84565-031-0).
2. Les Jardins de Sangali, avril 2003  (ISBN 2-84565-408-1).
3. Le Monde blanc, avril 2004  (ISBN 2-84565-566-5)[1].
4. Les Arches de Sang, mai 2010  (ISBN 978-2-302-01079-6)[2].
5. L'Éveil, juin 2011  (ISBN 978-2-302-01612-5).
6. Les Méandres, août 2012  (ISBN 978-2-302-02265-2).
7. L'Autre Rive, juin 2013  (ISBN 978-2-302-02552-3).
8. L'Épingle des éphémères, juin 2014  (ISBN 978-2-302-03836-3).
9. Les Deux Roynes, juin 2015  (ISBN 978-2-302-04653-5).
10. Le Dernier Gardien, 2016  (ISBN 978-2-302-05205-5).
11. Cellule de crise, 2017  (ISBN 978-2-302-06377-8).

### Documentation
- Charles-Louis Detournay, « Slhoka, Tomes 5, 6, 7, 8 et 9 – Par Godderidge & Ceyles - Soleil », sur Actua BD, 31 juillet 2015.

### Lien web
- « Slhoka », sur bedetheque.com.